# Europeiska demokratiska partiet
Europeiska demokratiska partiet (EDP) är ett mittenpolitiskt och socialliberalt europeiskt parti, grundat den 9 december 2004. Partiet är en stark förespråkare för fördjupad europeisk integration och bildades som en motreaktion till det ökade antalet euroskeptiska partier på europeisk nivå.
Flera av medlemspartierna ingick tidigare i det liberala partiet Europeiska liberala, demokratiska och reformistiska partiet (ELDR). Europeiska demokratiska partiet drog även till sig anhängare från det konservativa partiet Europeiska folkpartiet (EPP) och det socialdemokratiska partiet Europeiska socialdemokratiska partiet (PES).
Partiledare är sedan partiets uppkomst fransmannen François Bayrou från Demokratiska rörelsen och italienaren Francesco Rutelli från Demokratiska partiet.
I Europaparlamentet ingår partiet i Gruppen Alliansen liberaler och demokrater för Europa (ALDE) tillsammans med Europeiska liberala, demokratiska och reformistiska partiet (ELDR). Partiet har tolv ledamöter i parlamentet.
Den 18 juli 2017 erhöll Europeiska demokratiska partiet status som ett europeiskt parti av myndigheten för europeiska politiska partier och europeiska politiska stiftelser enligt det nya regelverk som trädde i kraft 2017.

## Historia

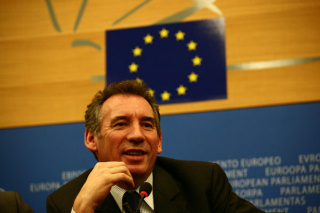
Fransmannen François Bayrou var engagerad i bildandet av partiet.

EDP bildades den 9 december 2004 av flera demokratiska mittenpartier. De viktigaste partierna i samarbetet var franska Demokratiska rörelsen och italienska Prästkragen. Bildandet av EDP var en motreaktion till det ökade stödet för euroskepticism. Syftet med EDP var att bilda ett europeiskt parti som till fullo stödde ökad europeisk integration och, på längre sikt, bildandet av en europeisk federation.
EDP lyckades locka till sig flera andra nationella partier, så som Baskiska nationalistpartiet, litauiska Darbo Partija och cypriotiska Evropaiko Komma. I Europaparlamentet hade de inlett ett samarbete med Europeiska liberala, demokratiska och reformistiska partiet (ELDR) om att skapa en gemensam partigrupp, kallad Gruppen Alliansen liberaler och demokrater för Europa (ALDE). Under 2007 lämnade Prästkragen, ett av grundarpartierna, EDP till följd av att partiet slog sig samman med andra italienska vänster-mittenpartier för att bilda italienska Demokratiska partiet. 2004 valdes fransmannen François Bayrou från Demokratiska rörelsen och italienaren Francesco Rutelli från Prästkragen till partiledare.

## Ideologi och politik
Europeiska demokratiska partiet för samman mittenpartier med tydlig EU-positiv orientering. Partiet skapades som en motreaktion till euroskepticism och förespråkar ökad europeisk integration. Stommen i partiet är det franska partiet Demokratiska rörelsen, som till stor del påverkar hur EDP:s politik är utformad.
Partiet är socialliberalt och förespråkar social marknadsekonomi, frihandel och ökad öppenhet inom EU. Partiet vill se ett mer öppet och effektivt Europa, och vill ha ett "folkets Europa" och inte ett "staternas Europa". Partiet vill också att EU-samarbetet tar hänsyn till mångfalden i Europa. Dessutom vill Europeiska demokratiska partiet se fler satsningar på innovationer och forskning, som det anser är lösningen till ett jämställt och spirande Europa.

## Struktur

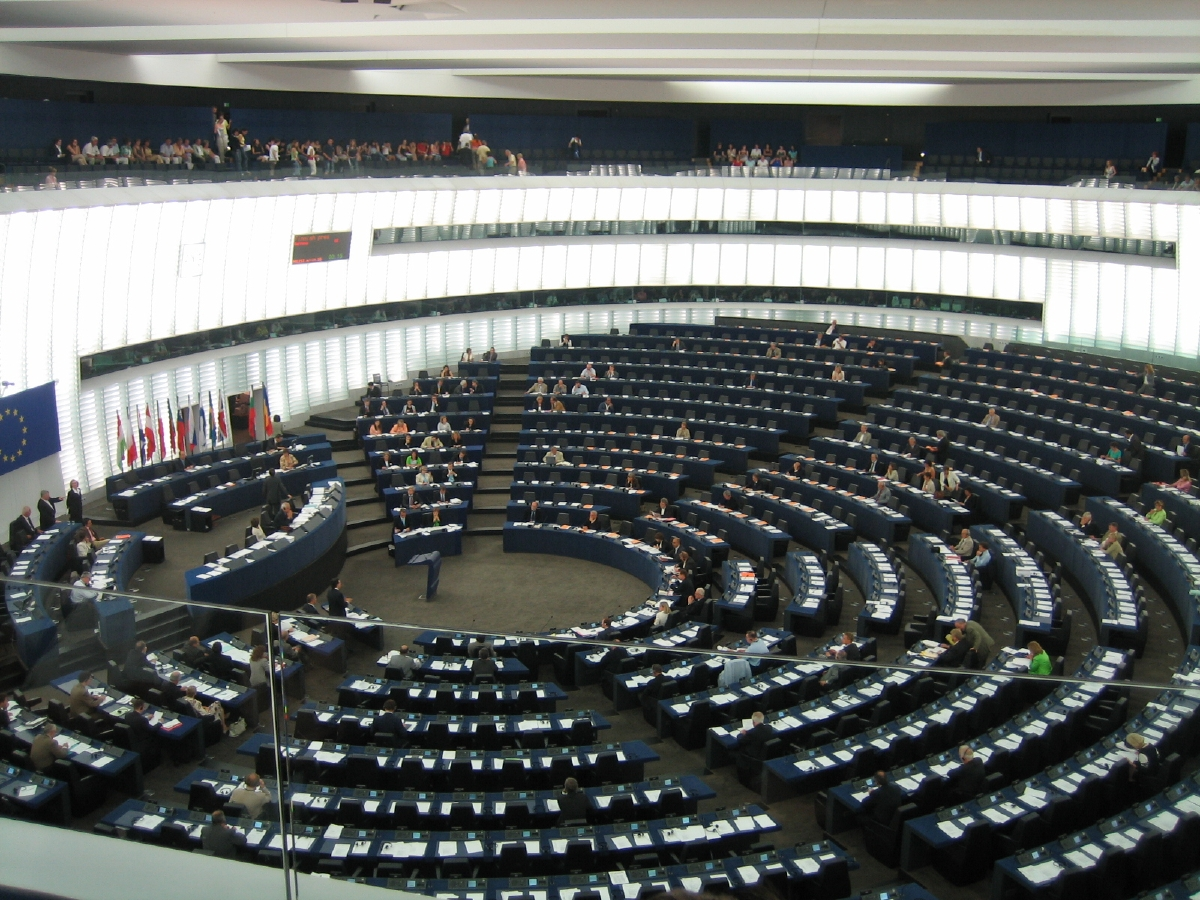
I parlamentet ingår EDP i ALDE.

Det högsta organet inom EDP är dess kongress, som består av maximalt 40 ledamöter. Varje medlemsparti har sex representanter. Om partiet skulle få flera medlemspartier från samma medlemsstat får dessa dela på sex mandat i kongressen. Denna regel omfattar dock inte grundarpartierna. Ett medlemsparti kan erhålla ytterligare mandat i kongressen genom att få många röster i det senaste föregående Europaparlamentsvalet.
Partiets råd sammanträder normalt två gånger om året och dess ledamöter väljs av kongressen för en period om två år. Därutöver finns det ett presidium, där partiledarna och de vice partiledarna ingår. Ett sekretariat bistår presidiet med partiets dagliga arbete.
Därutöver spelar flera utomstående organisationer en stor roll för EDP:s struktur. Den viktigaste samarbetsorganisationen är dess partigrupp, Gruppen Alliansen liberaler och demokrater för Europa (ALDE), i Europaparlamentet.

## Medlemspartier

### Fullvärdiga medlemspartier
|  |     |  | Namn                                       | Land       |   |   |   |  |
|  | --- |  | ------------------------------------------ | ---------- | - | - | - |  |
|  | EDP |  | Mouvement des Citoyens pour le Changement  | Belgien    | 0 | 0 | 1 |  |
|  | EDP |  | Symmachia Politon                          | Cypern     | 0 | 0 | 0 |  |
|  | EDP |  | Demokratiska rörelsen                      | Frankrike  | 0 | 0 | 2 |  |
|  | EDP |  | Enosi Kentroon                             | Grekland   | 0 | 0 | 0 |  |
|  | EDP |  | PDE Italia                                 | Italien    | 0 | 0 | 0 |  |
|  | EDP |  | Narodna stranka - Reformisti               | Kroatien   | 0 | 0 | 0 |  |
|  | EDP |  | Stronnictwo Demokratyczne                  | Polen      | 0 | 0 | 0 |  |
|  | EDP |  | Partido Democrático Republicano            | Portugal   | 0 | 0 | 1 |  |
|  | EDP |  | Asociaţia Italienilor din România          | Rumänien   | 0 | 0 | 0 |  |
|  | EDP |  | Alleanza Popolare                          | San Marino | 0 | 0 | 0 |  |
|  | EDP |  | Demokratična stranka upokojencev Slovenije | Slovenien  | 0 | 0 | 1 |  |
|  | EDP |  | Baskiska nationalistpartiet                | Spanien    | 0 | 0 | 1 |  |
|  | EDP |  | Coalición Canaria                          | Spanien    | 0 | 0 | 0 |  |
|  | EDP |  | Senator 21                                 | Tjeckien   | 0 | 0 | 0 |  |
|  | EDP |  | Freie Wähler                               | Tyskland   | 0 | 0 | 1 |  |
|  | EDP |  | Új Kezdet                                  | Ungern     | 0 | 0 | 0 |  |
|  | EDP |  | Individuella medlemmar                     |            | 0 | 0 | 1 |  |
|  |     |  |                                            |            | 0 | 0 | 8 |  |

### Associerade partier
|  |  |  | Namn | Land |   |   |   |  |
|  |  |  | ---- | ---- | - | - | - |  |
|  |  |  |      |      | 0 | 0 | 0 |  |

### Observatörspartier
|  |     |  | Namn              | Land     |   |   |   |  |
|  | --- |  | ----------------- | -------- | - | - | - |  |
|  | EDP |  | Platforma Politon | Cypern   | 0 | 0 | 0 |  |
|  | EDP |  | PRO România       | Rumänien | 0 | 0 | 2 |  |

## Företrädare i Europeiska unionen

### Europeiska rådet
Europeiska demokratiska partiet saknar företrädare i Europeiska rådet.

### Europeiska kommissionen
Europeiska demokratiska partiet saknar företrädare i Europeiska kommissionen.

### Europaparlamentet

Nuvarande mandatfördelning efter politisk grupp i Europaparlamentet
Mandat tillhörande ALDE

I Europaparlamentet är EDP representerat genom Gruppen Alliansen liberaler och demokrater för Europa (ALDE), som är en grupp bestående av EDP, Europeiska liberala, demokratiska och reformistiska partiet (ELDR) samt oberoende Europaparlamentariker som har valt att ansluta sig separat till gruppen. Gruppen är den tredje största i parlamentet, med ett 80-tal ledamöter, varav de flesta tillhör ELDR. Partiets representation i parlamentet är betydligt högre procentuellt än i rådet och kommissionen, där partiet saknar representation.
Graham Watson valdes till gruppledare 2002, och återvaldes på posten vid bildandet av ALDE. Efter valet 2009 valdes Guy Verhofstadt till ny gruppledare för ALDE. ALDE har ett eget presidium och ett sekretariat.